# Prévention action santé travail pour les transgenres

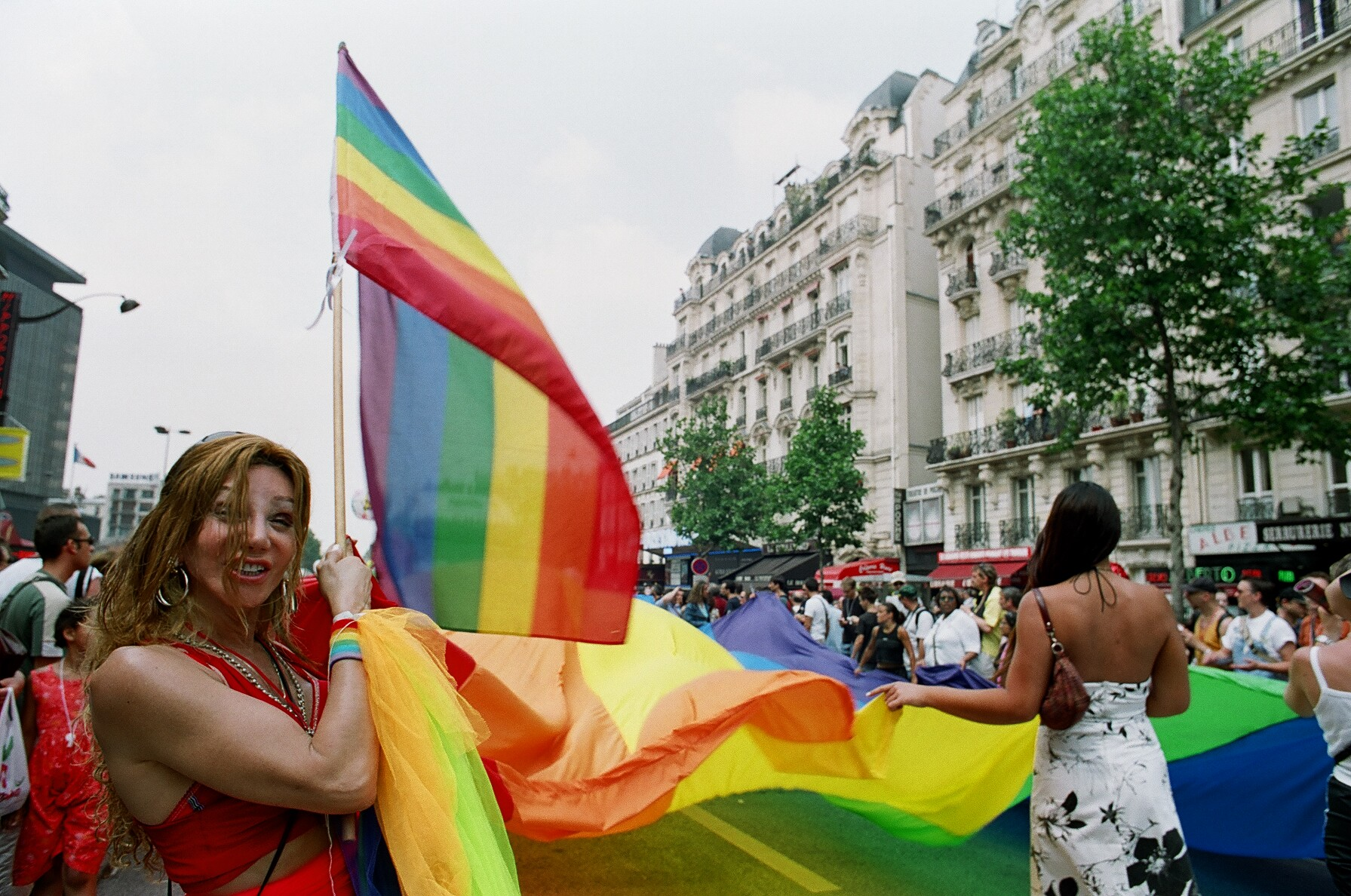
Défilé du PASTT à la Gay pride parisienne en 2005. Camille Cabral sur la gauche.

Prévention action santé travail pour les transgenres (PASTT), anciennement Groupe de prévention et d'action pour la santé et le travail des transsexuel(le)s, est une association loi de 1901, œuvrant pour la démarginalisations, la reconnaissance et l'intégration des personnes trans dans la société. À l'origine un programme de prévention de l'association AIDES lancé en 1992, le PASTT devient une association autonome en 1992, par la dermatologue et politicienne franco-brésilienne Camille Cabral lorsque après son changement de genre elle s'est retrouvée sans emploi.
Le PASTT est constitué d'une communauté de personnes transgenres agissant au service des personnes transgenres, dont l'accueil est réalisé à la fois dans des locaux parisiens et dans un bus. Le PASTT s'occupe d'une population de l'ordre de 1 700 personnes. Elle n'est pas reconnue d'utilité publique.

## Activités
Ses activités d'aide concernent la prévention du sida auprès de prostituées (transgenres initialement) mais également l'accompagnement administratif (hospitalier, bancaire, prisonnier) et l'aide à l'obtention de logements. L'association se consacre en particulier à l'aide aux étrangers en situation irrégulière, dont elle a suivi l'évolution récente, depuis les transgenres originaires du Brésil, majoritaires dans les années 1980, puis l'arrivée, dans les années 1990, d'Équatoriennes, d'Africaines, de Thaïlandaises et de Guadeloupéennes puis, depuis les années 2000, de filles du Maghreb, parmi la population prostituée pratiquant au bois de Boulogne.
Outre ces aides apportées aux travailleuses du sexe, le PASTT porte sur la scène publique des revendications de nature politique concernant les droits des personnes qu'il défend. En particulier, le PASTT a débattu de la liberté d'accès au soin, défendant que les personnes désirant changer de sexe en France puissent librement choisir le chirurgien pratiquant cette opération, alors que la loi présente prévoit une liste de médecins agréés pour ces opérations. Le PASTT a également pris une part dans le débat politique ayant accompagné la préparation de la loi d'orientation et de programmation pour la sécurité intérieure notamment en participant aux manifestations de travailleurs du sexe de novembre 2002. Après l'application de la loi, l'association a accueilli une équipe de recherche mandatée par la mairie de Paris pour en étudier les conséquences.